# Bathydoris abyssorum
Bathydoris abyssorum Bergh, 1844 è un mollusco nudibranchio della famiglia Bathydorididae.
Fu descritta per la prima volta da Rudolph Bergh (1824-1909), malacologo e dermatologo danese, che esplorò a lungo i mari islandesi.

## Distribuzione e habitat
In Groenlandia e nei mari prospicienti l'Islanda.